# Cola nabis
Cola nabis là một loài bướm đêm trong họ Noctuidae.